# Villa Marigola

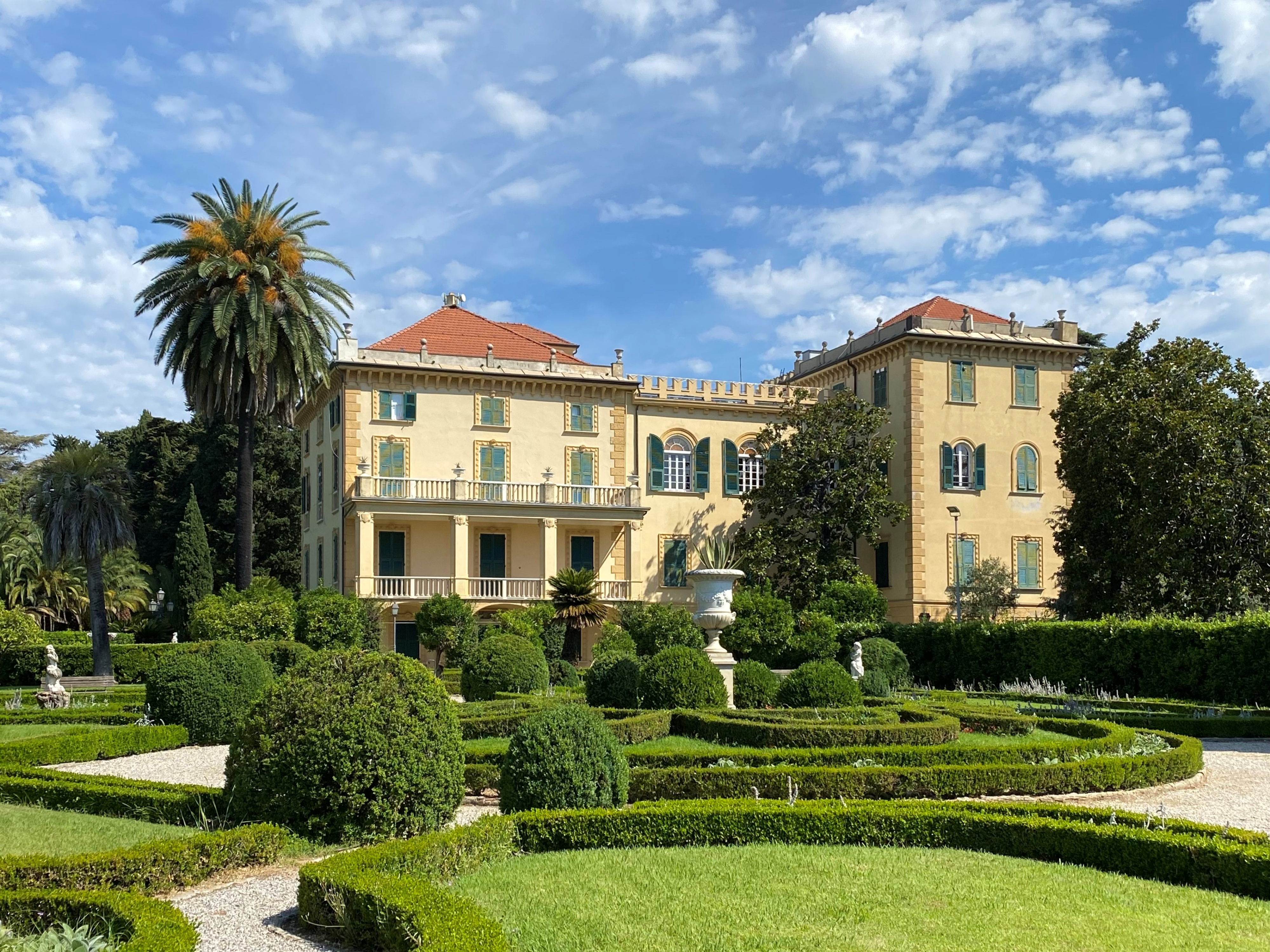
Villa Marigola

Die Villa Marigola ist ein historisches Gebäude nahe Lerici am Golf von La Spezia. Zur Villa, die  heute als Kongresszentrum dient und für besondere Anlässe angemietet werden kann, gehört auch ein großer Park, der für Besuchergruppen nach Voranmeldung zugänglich ist.

## Geschichte

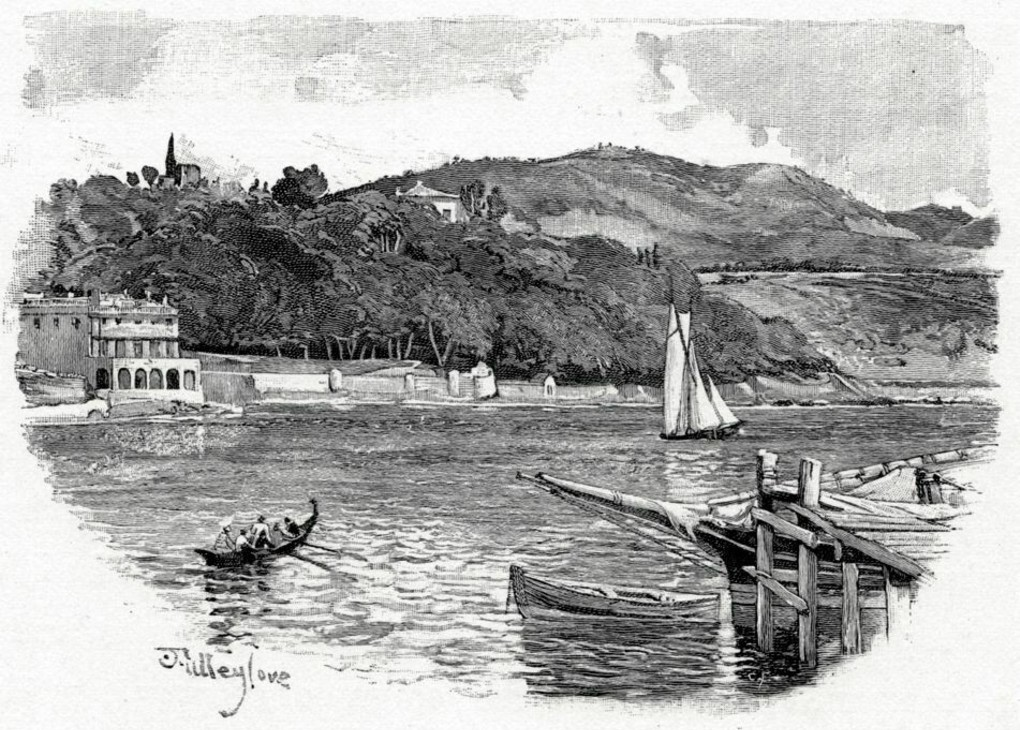
Der Hügel von Marigola mit der Villa

Zwischen Lerici und San Terenzo liegt das Vorgebirge von Marigola, das hier bis zum Meer reicht und ein kleines Hochplateau bildet. Dort lag im späten Mittelalter ein Verteidigungsturm, der vielleicht zu einer größeren Ansiedlung gehörte. Im 18. Jahrhundert war der Hügel von Marigola im Besitz der Familie Ollandini aus Lerici und wurde teilweise landwirtschaftlich genutzt. An den Abhängen des Hügels lag ein großer Steineichenwald. In der zweiten Hälfte des 18. Jahrhunderts ließ der Marchese Gaetano Ollandini, der auch einen Palazzo in Sarzana besaß, ein Landhaus zur Sommerfrische errichten. Entsprechend ligurischer Tradition befand sich vor der Terrasse am Hauptgebäude ein Zitrusgarten, an den sich die landwirtschaftlichen Nutzflächen mit Weinreben und Olivenbäumen anschlossen. 

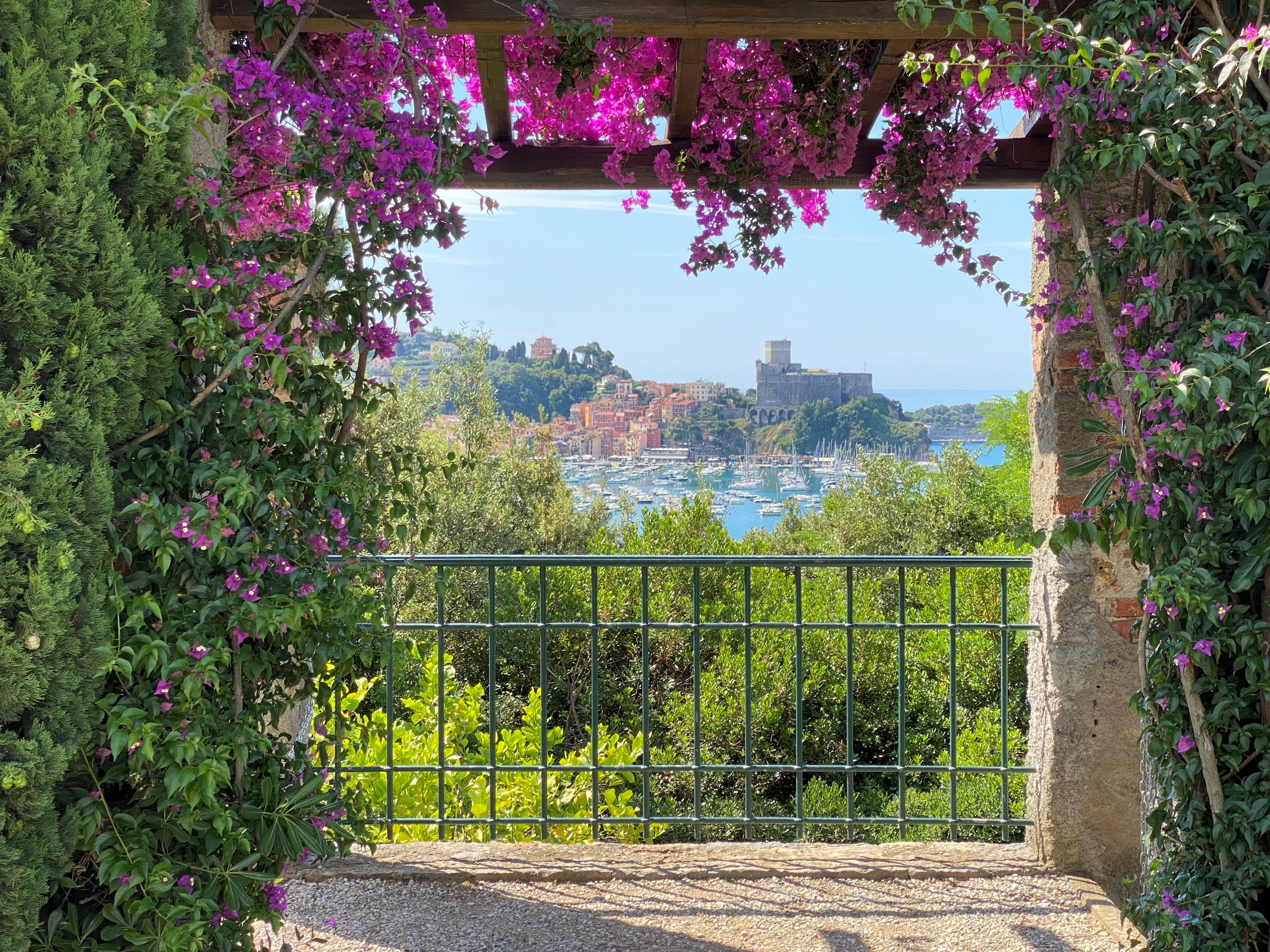
Blick auf den Hafen und die Burg von Lerici

1836 erwarb der Florentiner Marquese Maccarani das Anwesen. 1888 ging die Villa an den englischen Bankier Reginald Jenkin Pearse über, der die Innenräume der Villa im Jugendstil umgestalten ließ. Daneben wurde ein großer Teil des Anwesens in einen romantischen Park im englischen Stil mit Wegen umgewandelt, die zu malerischen Ausblicken auf Lerici, San Terenzo, Porto Venere und die Inseln des Archipels führten. Das Anwesen erlangte zu dieser Zeit internationale Bekanntheit, so dass sich hier u. a. Victoria von Großbritannien und Irland, Tochter von Königin Victoria von Großbritannien und Irland und Witwe des Deutschen Kaisers Friedrich III. und der Schweizer Maler Arnold Böcklin hier aufhielten. Böcklin war auch 1890 an der Gestaltung des Gartens an der Auffahrt beteiligt, der atmosphärisch an Themen seiner Malerei erinnert und daher Giardino Böcklin genannt wird.

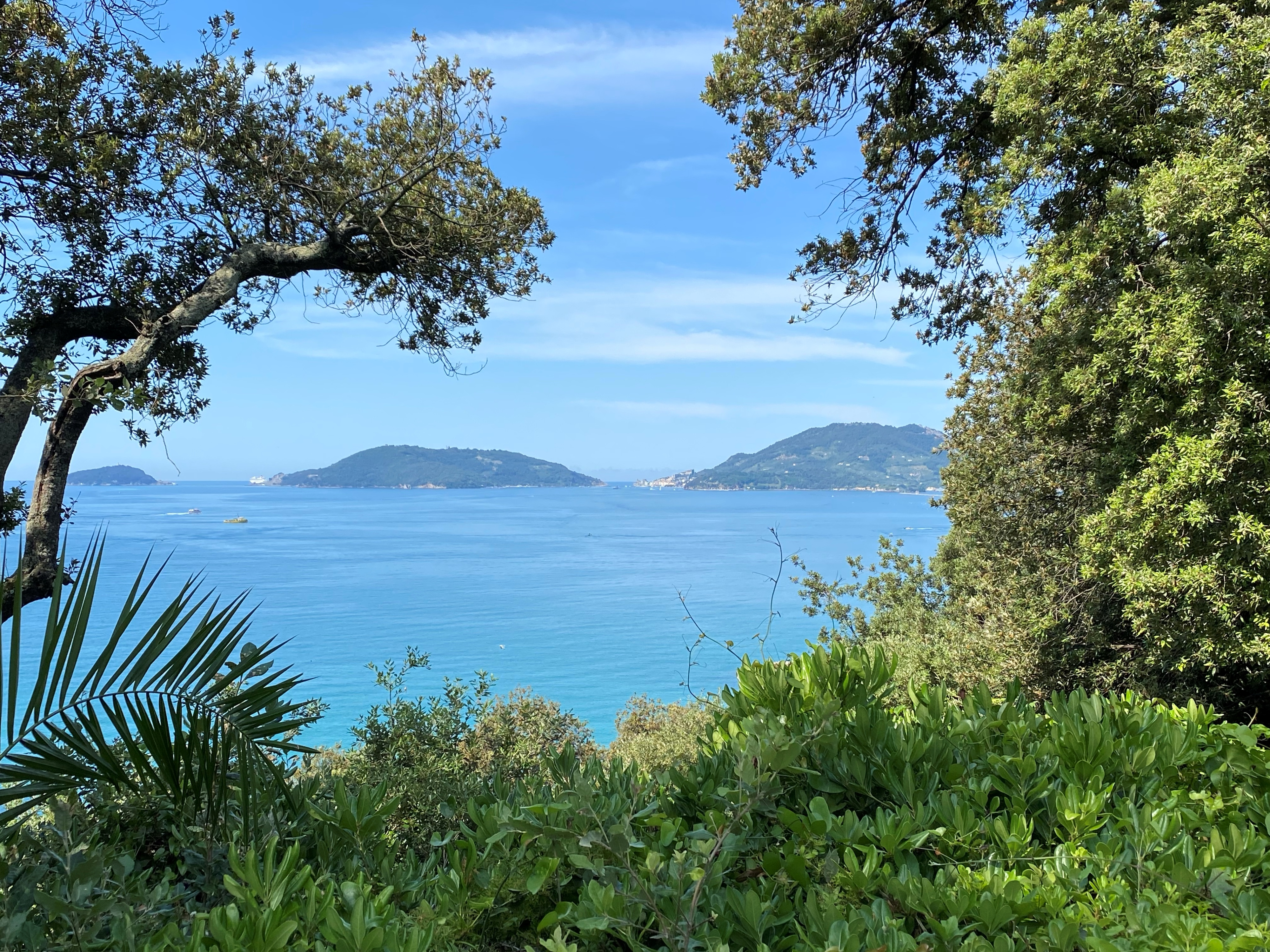
Blick nach Porto Venere mit den vorgelagerten Inseln Palmaria und Tino

Zu Beginn des 20. Jahrhunderts war der Marquis Magni Griffi Eigentümer des Anwesens. 1926 kaufte der Reeder Giovanni Battista Bibolini aus Lerici das Anwesen, der den Architekten Franco Oliva mit der Umgestaltung und Erweiterung des Gebäudes beauftragte. Oliva legte zudem die serpentinenförmige Auffahrt mit Buchsbäumen, Ziesten, Magnolien und Zypressen an. Auch der Zitrusgarten an der Terrasse wurde umgestaltet, indem man die gewundenen Formen des Gartens übernahm. 1979 ging die Villa Marigola an die Cassa di Risparmio della Spezia, heute ein Unternehmen der Crédit Agricole. Seitdem werden das Gebäude und der Garten für Kongresse und kulturelle Veranstaltungen genützt. Auch eine Anmietung für private Feierlichkeiten wie Hochzeiten ist möglich.
Auf dem Gelände befindet sich auch ein Gebäude in Form einer kleinen Burg, genannt Torretta (Türmchen), wo Anfang des 20. Jahrhunderts der Dramatiker Sem Benelli lange Zeit zu Gast war und hier eines seiner bekanntesten Werke, das neoromantische Drama La cena delle beffe, verfasste. Benelli prägte für den Golf von La Spezia auch den Begriff Golfo dei Poeti, da sich hier u. a. George Gordon Byron, Percy Bysshe Shelley und Mary Shelley, namhafte Schriftsteller der englischen Romantik, aufgehalten hatten. Die Shelleys bewohnten 1822 die nahegelegene Villa Magni, die zu dieser Zeit zum Anwesen der Villa Marigola gehörte.